# Familie Hirayama
O familie Hirayama, denumită și familie de asteroizi, este un grup de planete minore care împart aceleași elemente orbitale similare, precum sunt semiaxa majoră, excentricitatea sau înclinația orbitală. Membrii aceluiași grup se presupun că sunt fragmente rezultate din coliziuni trecute ale unor asteroizi.
Într-un mod strict, adeziunea unui asteroid la o familie dată se face prin analiza propriilor sale elemente orbitale, mai degrabă decât prin elementele orbitale osculatoare, acestea din urmă variind, în mod regulat, pe scări de timp de mai mult de zeci de mii de ani. Cât despre elementele orbitale proprii, acestea sunt constante legate de mișcare presupuse că rămân cvasiconstante pe perioade de cel puțin mai multe zeci de milioane de ani.
Astronomul japonez Kiyotsugu Hirayama (1874–1943) a fost primul care a estimat elementele proprii ale asteroizilor, și a identificat primul mai multe familii principale în 1918.
Kiyotsugu Hirayama a identificat mai întâi familia Coronis, familia Eos și familia Themis, apoi, mai târziu, a recunoscut și familiile Flora și Maria.